# 첨밀적니
《첨밀적니》(甜蜜的你)는 2023년 방송되었던 중국의 드라마이다.

## 줄거리
- 선미와 텐티안은 함께 중병에 시달리고 죽음을 앞둔 애완동물들이 목숨을 건질 수 있도록 치료에 힘쓰고, 자신들의 노력으로 애완동물들이 건강을 회복하고 생기를 되찾는 과정을 목격함으로써 생명의 아름다움을 한층 더 깊이 깨닫는다. 두 사람은 동물들을 보호하고 동물 관련 지식을 보급하기 위해 유기동물 응급처치소를 설치하여 동물을 보호하고 생명을 아끼는 캠페인에 대한 대중들의 참여를 이끈다

## 등장 인물
- 황쯔타오 - 선미 역
- 왕학윤 (王鹤润) - 텐티안 역
- 왕치앙 (王蔷) - 리우아이 역
- 류이창 - 선천 역
- 심요 (沈瑶) - 한멍난 역
- 시안 (是安) - 천이판 역
- 예홍결 (倪虹洁) - 텐페이란 역
- 이구림 (李九霖) - 구밍저 역
- 장면신 (张冕宸) - 텐위시안 역
- 담염염 (谭盐盐) - 원징 역